# Pac-12 Conference

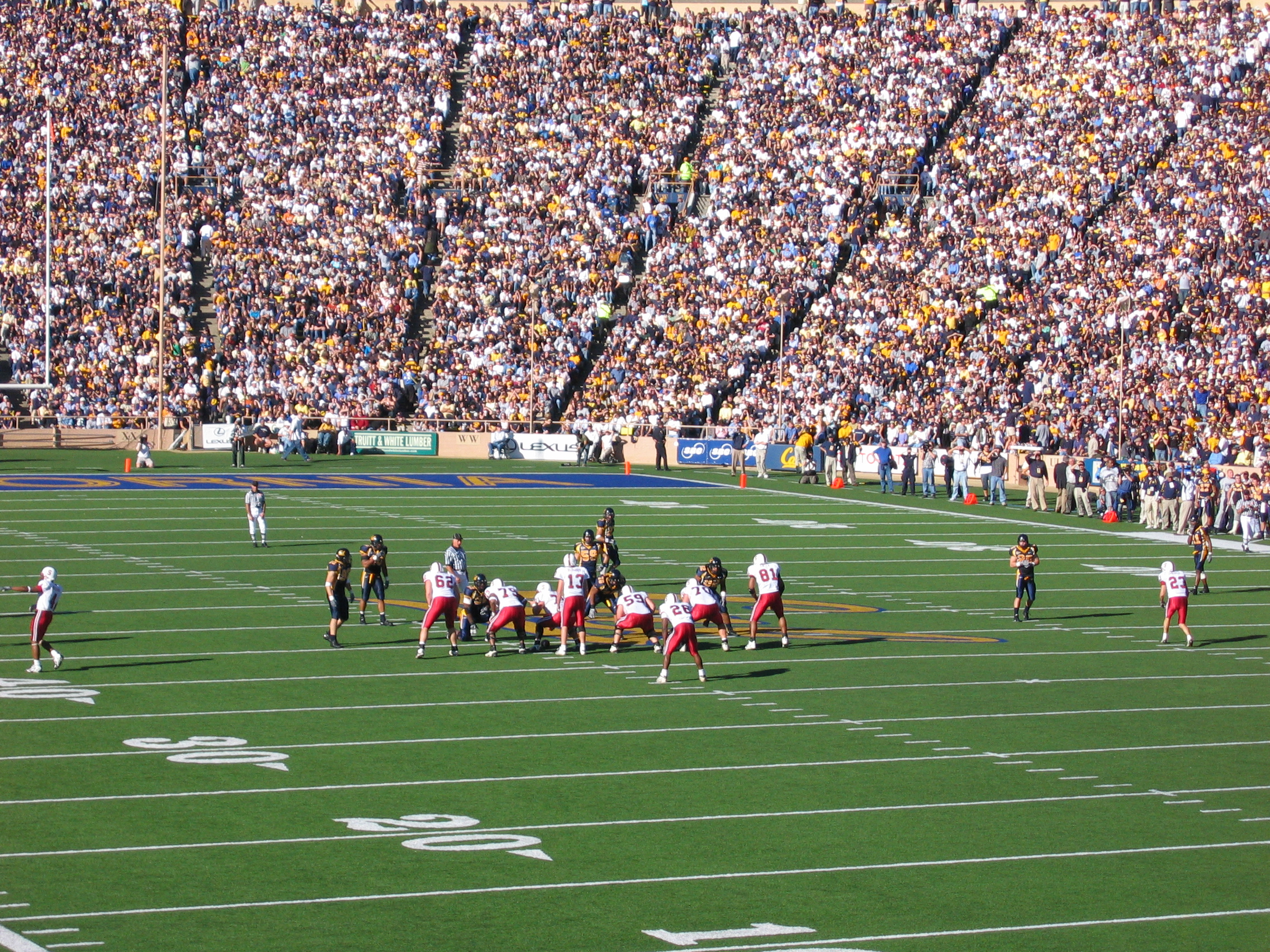
una partita di football

La Pac-12 Conference, ex Pacific-10 Conference (Pac-10) fino alla stagione 2010, è una conference della NCAA che raggruppa ben 12 atenei dell'ovest degli Stati Uniti. Fa parte della division I della NCAA, le squadre di football competono nella Football Bowl Subdivision (FBS; chiamata anche Division I-A), il livello più alto nell'ambito dei college.

## I college membri
| College                               | Località                            | Fondazione | Soprannome   |
| ------------------------------------- | ----------------------------------- | ---------- | ------------ |
| University of Arizona                 | Tucson, Arizona (518,956)           | 1885       | Wildcats     |
| Arizona State University              | Tempe, Arizona (169,712)            | 1885       | Sun Devils   |
| University of California, Berkeley    | Berkeley, California (102,743)      | 1868       | Golden Bears |
| University of Colorado at Boulder     | Boulder, Colorado (100,160)         | 1876       | Buffaloes    |
| University of Oregon                  | Eugene, Oregon (153,690)            | 1876       | Ducks        |
| Oregon State University               | Corvallis, Oregon (53,900)          | 1868       | Beavers      |
| Stanford University                   | Palo Alto, California (61,200)      | 1891       | Cardinal     |
| University of California, Los Angeles | Los Angeles, California (3,849,378) | 1919       | Bruins       |
| University of Southern California     | Los Angeles, California (3,849,378) | 1880       | Trojans      |
| University of Utah                    | Salt Lake City, Utah (186,440)      | 1850       | Utes         |
| University of Washington              | Seattle, Washington (582,174)       | 1861       | Huskies      |
| Washington State University           | Pullman, Washington (27,150)        | 1890       | Cougars      |